# 狼烟动画
广州狼烟动画有限公司（狼烟动画工作室）是中国一家从事制作动画短片以及动画样片的企业。2014年，奥飞动漫间接持有广州狼烟动画有限公司85%股份，成为其控股子公司。工商注册资料显示，广州狼烟动画有限公司于2014年4月18日注册成立，总部位于广州市越秀区广州大道北193号11B01自编B06号。

## 主要作品
- 上海蝙蝠侠[1][2]
- 功夫料理娘[3]
- 蜀山[4]
- 猫天猫地[5]
- 小小大战争[6]
- 守望先锋 - 末日铁拳开场动画